# Les Rayons X
Ne doit pas être confondu avec Rayon X.
Pour plus de détails, voir Fiche technique et Distribution.
Les Rayons X est un film français, sorti en 1898, produit, réalisé et distribué par Georges Méliès.

## Synopsis
Un scientifique utilise un appareil à rayons X sur un patient. Le squelette s'échappe du corps de l'homme tandis que sa chair s'effondre sur le sol.

## Fiche technique
- Titre : Les Rayons X
- Titre alternatif : Les Rayons Röntgen
- Titre anglais : X Rays
- Titre anglais alternatif A Novice at X-rays
- Réalisation : Georges Méliès
- Pays de production :  France
- Durée : 19,81 mètres
- Dates de sortie :
  - France : 1898
  - États-Unis : 21 avril 1900